# Tabuny
Tabuny (russisch Табуны́) ist ein Dorf (selo) in der Region Altai (Russland) mit 3876 Einwohnern (Stand 14. Oktober 2010).

## Geographie
Der Ort liegt knapp 350 km Luftlinie westlich des Regionsverwaltungszentrums Barnaul und knapp 30 km südlich der Stadt Slawgorod in der Kulundasteppe. Gut 10 km nordwestlich von Tabuny befindet sich der Salzsee Bolschoje Jarowoje. 23 km westlich des Ortes verläuft die Grenze zu Kasachstan.
Tabuny ist Verwaltungssitz des Rajons Tabunski sowie Sitz der Landgemeinde Tabunski selsowet, zu der neben dem Dorf Tabuny noch die Dörfer Jambor, Sabawnoje, Sambor und Udalnoje sowie die Siedlung bei der Bahnstation Nowosowchosny gehören. Unmittelbar nordwestlich jenseits einer Bahnstrecke schließt sich an Tabuny das Dorf Altaiskoje an.

## Geschichte
Das Dorf wurde 1929 gegründet, nachdem die 1917 eröffnete Eisenbahnstrecke Tatarskaja – Karassuk – Slawgorod 1924 durch dieses Gebiet bis Kulunda verlängert worden war. Seit 1944 ist Tabuny Zentrum eines Rajons.

### Bevölkerungsentwicklung
| Jahr | Einwohner |
| ---- | --------- |
| 1959 | 3145      |
| 1970 | 2784      |
| 1979 | 3105      |
| 1989 | 4056      |
| 2002 | 3981      |
| 2010 | 3876      |

Anmerkung: Volkszählungsdaten

## Verkehr
Tabuny liegt bei Kilometer 340 der Bahnstrecke Tatarskaja – Kulunda. Der Strecke folgt entlang der Westgrenze der Region die Straße Rubzowsk – Michailowskoje – Slawgorod – Karassuk.